# Palazzo Branconio dell'Aquila

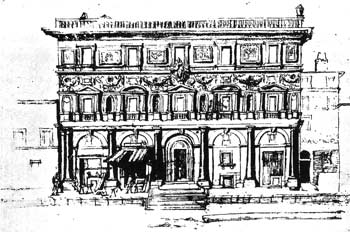
Rascunho do palácio feito por Giambattista Naldini (c. 1560)

Palazzo Branconio dell'Aquila foi um palácio que ficava localizado no rione Borgo, a oeste do Castel Sant'Angelo, e projetado por Rafael para Giovanbattista Branconio dell'Aquila, um conselheiro do papa e seu ourives. 

## História
O edifício foi projetado nos últimos anos da vida de Rafael, que morreu em 1520, e foi demolido por volta de 1660 juntamente com o bloco vizinho, conhecido como Isola del Priorato, uma referência ao priorado dos Cavaleiros de Rodes, para abrir espaço para a praça que fica em frente à Praça de São Pedro, a Piazza Rusticucci (moderna Piazza Pio XII).
Sua aparência é conhecida apenas a partir de desenhos. A fachada, ricamente decorada, tinha cinco janelas de largura com aberturas para lojas no piso térreo, nichos entre as janelas do piso nobre e diversas águias, símbolo dos Branconio. Um pátio interno com uma lógia podia ser alcançado através de um portal central e uma escadaria na ala leste dava acesso ao piso nobre, que, segundo uma reconstrução, tinha apenas cinco aposentos.